# Plumbago indica
Espèce
Plumbago indica L. est une plante de la famille des Plumbaginaceae.
Plumbago rosea L. est un nom synonyme, non retenu.

Plumbago indica en fleurs, Jardin botanique de la reine Sirikit, Thaïlande
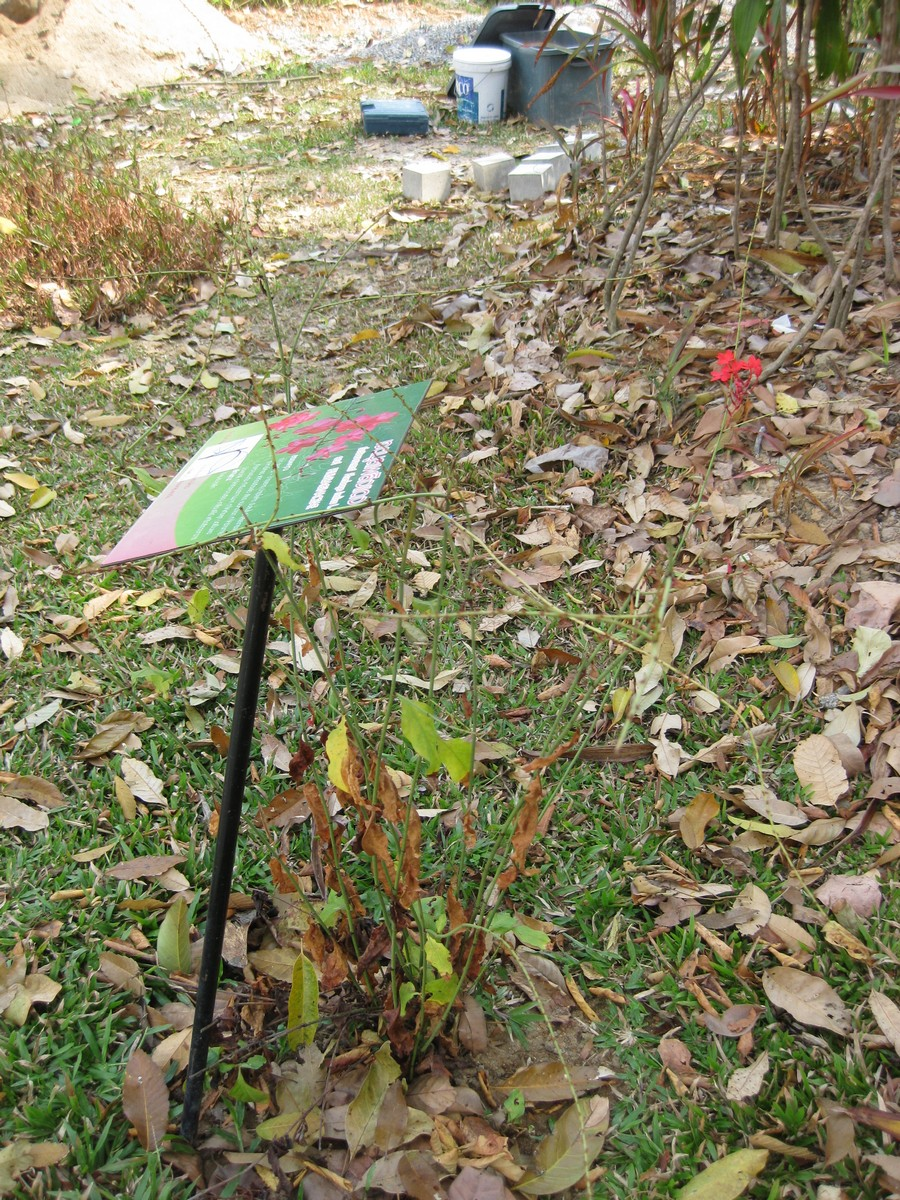
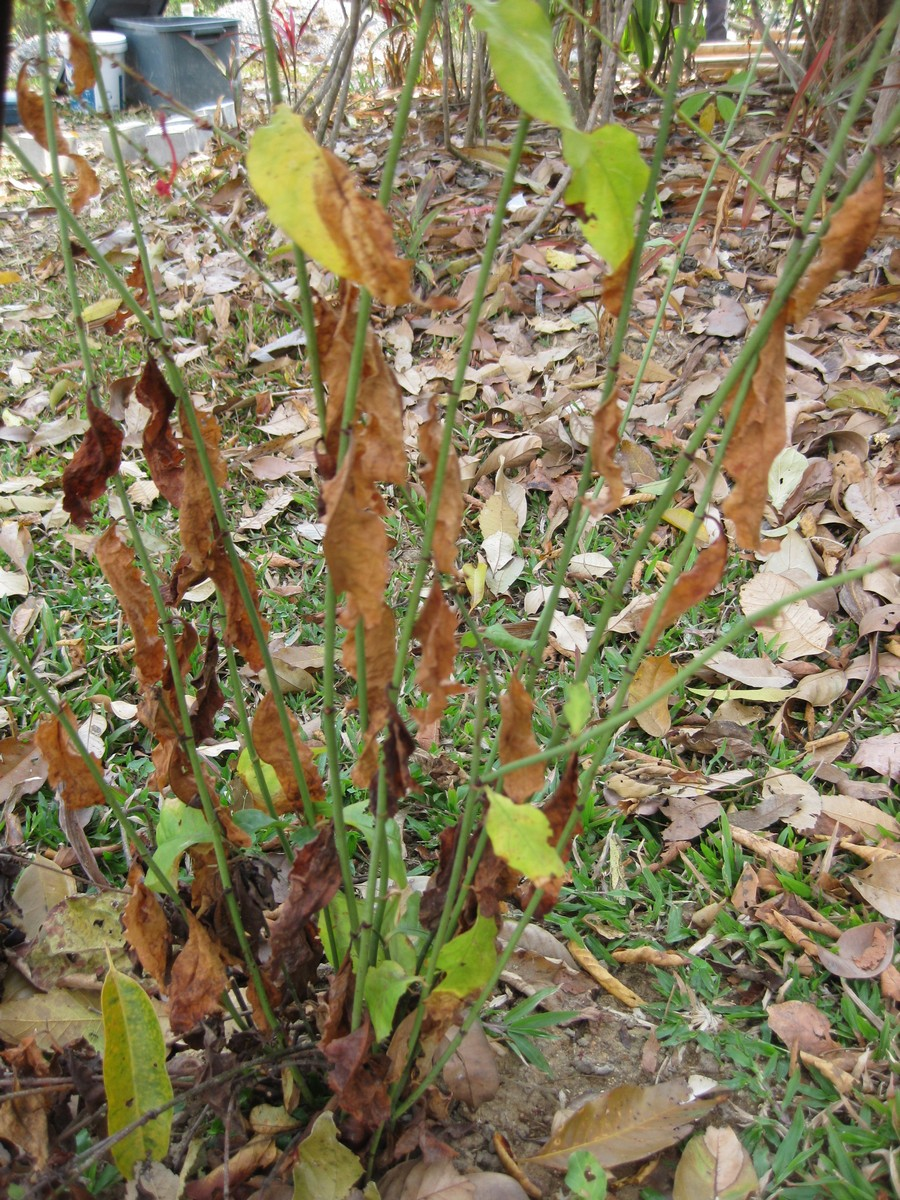
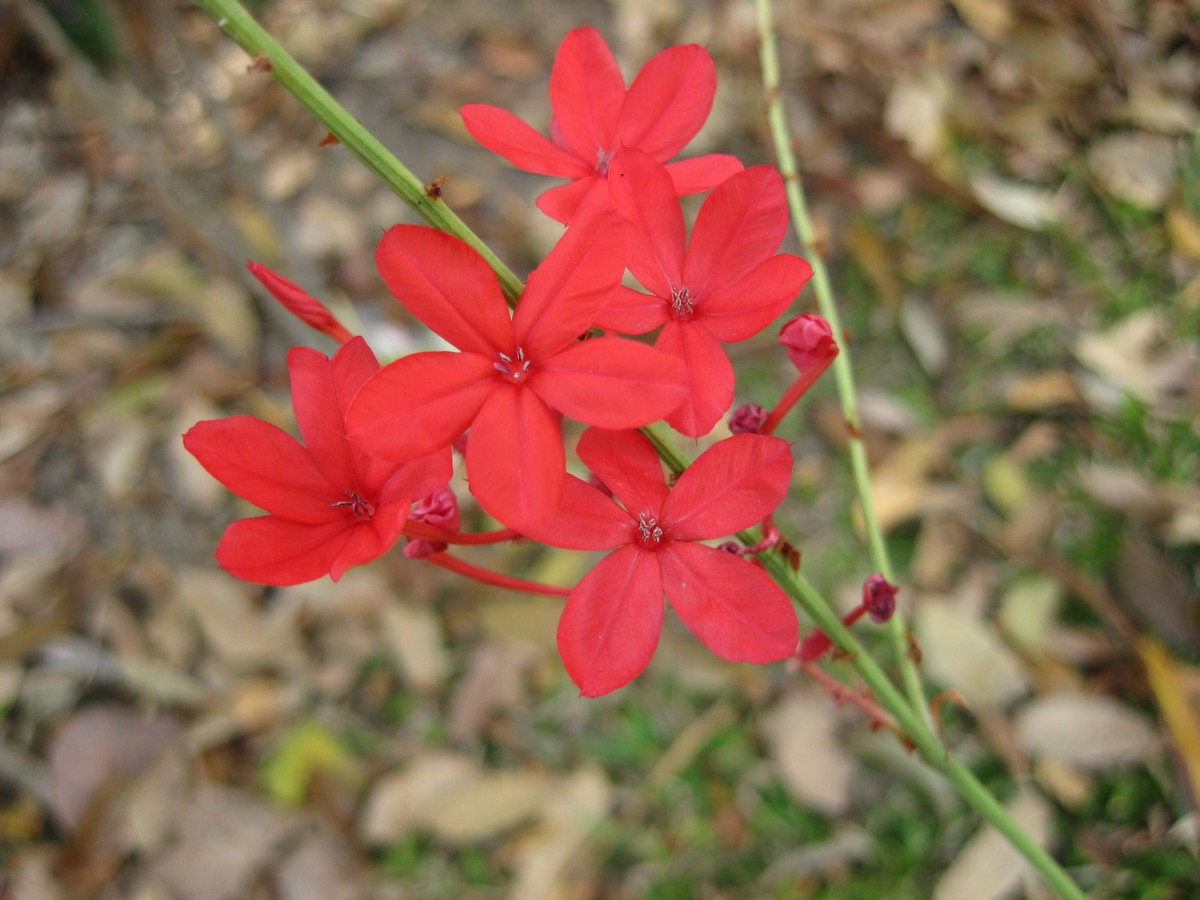
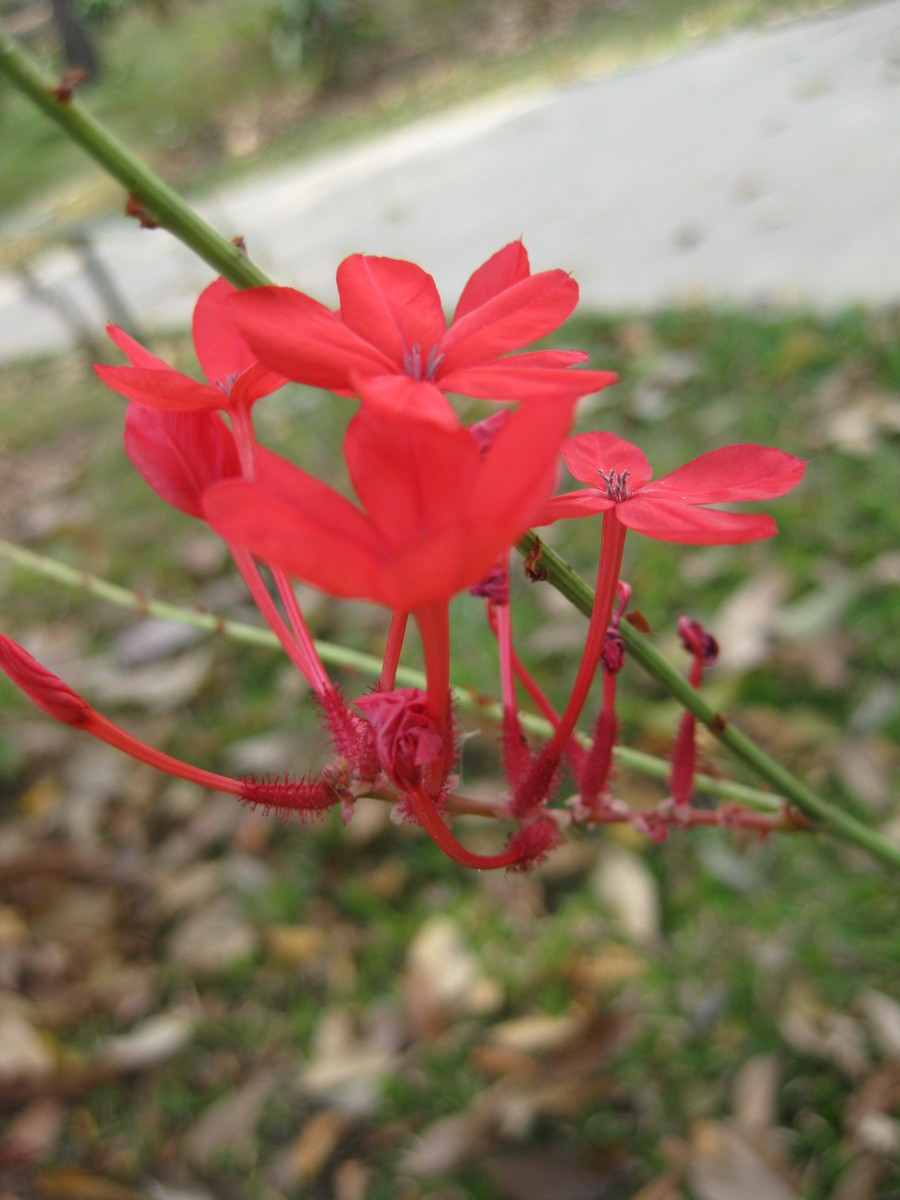
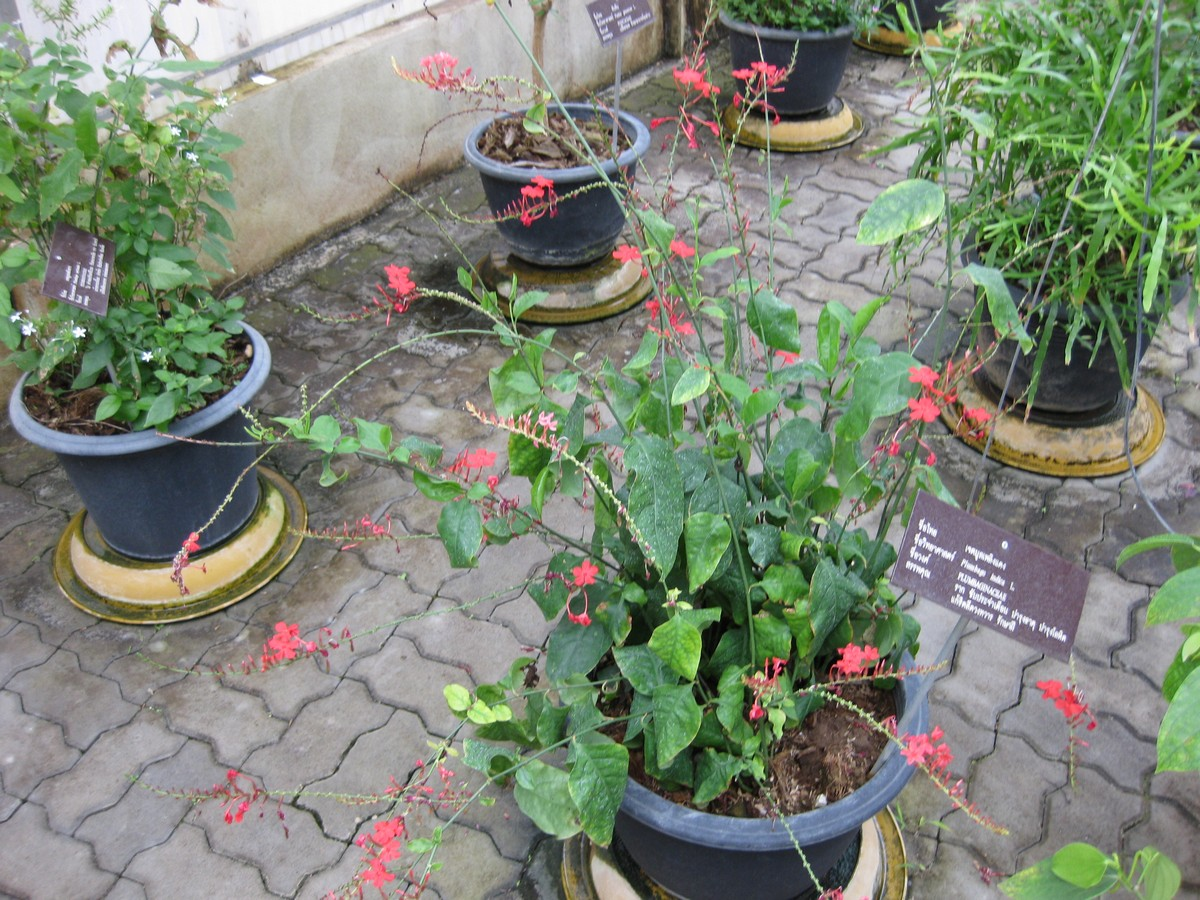
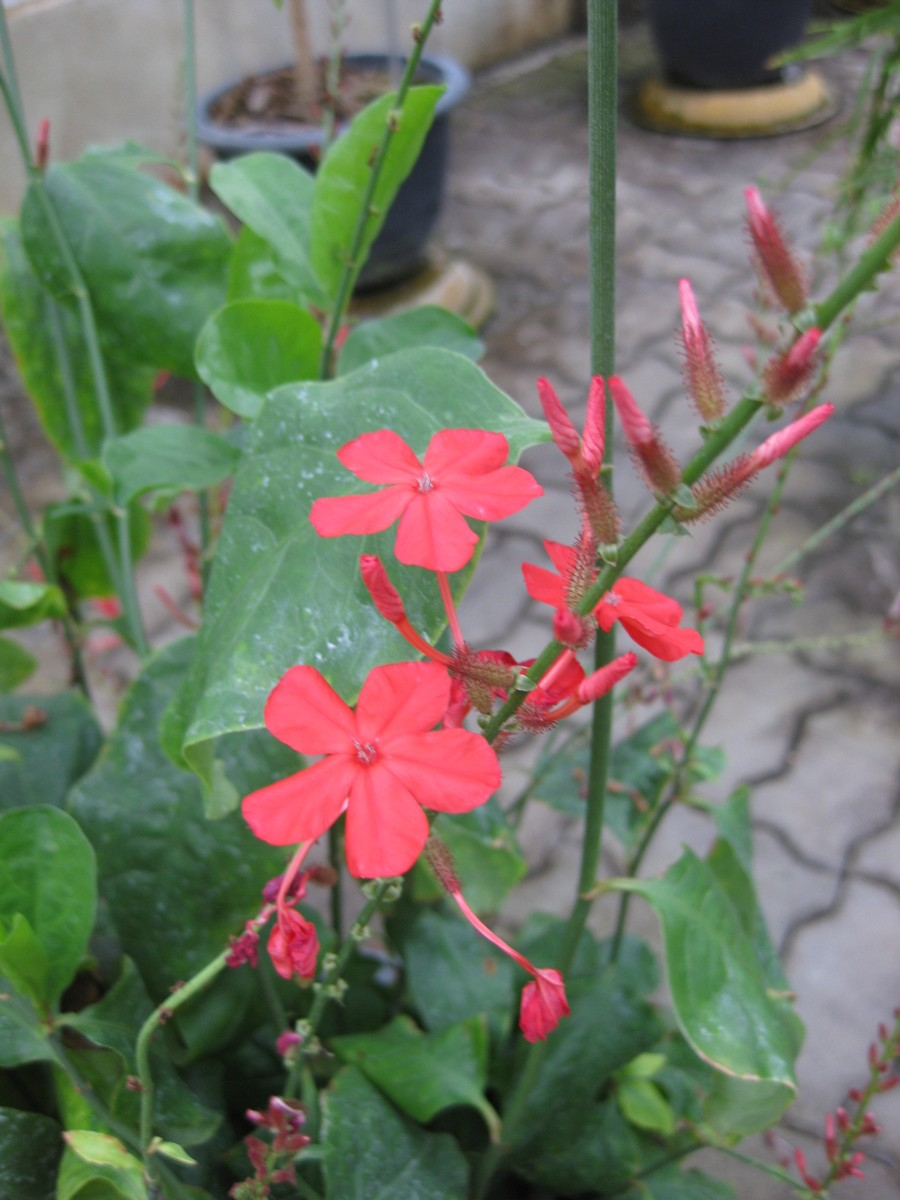